# Boeing Model 1
Boeing Model 1, cũng còn được biết đến với tên gọi B & W Seaplane, là một thủy phi cơ hai tầng cánh một động cơ của Hoa Kỳ. Đây là sản phẩm đầu tiên của Boeing và là sự khởi đầu của những nhà thiết kế William Boeing và trung úy hải quân Conrad Westervelt.

## Thiết kế
Chiếc B & W đầu tiên được hoàn thành vào tháng 6-1916 tại nhà chứa máy bay của Boeing tại Lake Union ở Seattle, Washington. Nó được chế tạo bằng gỗ, với dây móc, và được phủ ngoài bằng vải lanh. Nó tương tự như máy bay huấn luyện Martin mà Boeing sở hữu, nhưng B & W có phao tốt hơn và động cơ mạnh hơn. Chiếc B & W đầu tiên có tên gọi Bluebird (chim sơn ca), và chiếc thứ hai có tên gọi Mallard (vịt trời). Chúng bay lần đầu vòa 29 tháng 6-1916, và vào tháng 11 theo thứ tự định sẵn.

## Lịch sử hoạt động
2 chiếc B & W đã được giới thiệu cho hải quân Mỹ. Khi hải quân không mua chúng, chúng được bán cho Trường bay New Zealand và trở thành thương vụ quốc tế đầu tiên của Boeing. Vào 25 tháng 6-1919, B&W đã lập một kỷ lục độ cao trên 6.500 foot tại New Zealand. Những chiếc B & W sau này được sử dụng để giao thư và công văn hỏa tốc, chuyến bay chở thư chính thức đầu tiên của New Zealand diễn ra vào ngày 16 tháng 12-1919.

## Thông số kỹ thuật (B & W Seaplane)
Nguồn: Boeing: History

### Đặc điểm riêng
- Phi đoàn: 2
- Chiều dài: 27 ft 6 in (8.38 m)
- Sải cánh: 52 ft in (15.86 m)
- Chiều cao: n/a
- Diện tích cánh: 580 ft² (m²)
- Trọng lượng rỗng: 2.100 lb (kg)
- Trọng lượng cất cánh đẩy: 2.800 lb (1.272 kg)
- Trọng lượng cất cánh tối đa: n/a
- Động cơ: 1 × Hall-Scott A-5 Straight, 6 pít-tông, 125 hp (93 kW)

### Hiệu suất bay
- Vận tốc cực đại: 75 mph (121 km/h)
- Vận tốc hành trình: 67 mph (109 km/h)
- Tầm bay: 320 dặm (518 km)
- Trần bay: n/a
- Vận tốc lên cao: 700 ft/min (m/s)
- Lực nâng của cánh: n/a
- Lực đẩy/trọng lượng: n/a